# NGC 1512
NGC 1512 је спирална галаксија у сазвежђу Часовник која се налази на NGC листи објеката дубоког неба.
Деклинација објекта је - 43° 20' 56" а ректасцензија 4h 3m 54,0s. Привидна величина (магнитуда) објекта NGC 1512 износи 10,2 а фотографска магнитуда 11,1. Налази се на удаљености од 12,295 милиона парсека од Сунца. NGC 1512 је још познат и под ознакама ESO 250-4, MCG -7-9-7, AM 0402-433, IRAS 04022-4329, PGC 14391.